# 阿特威瑪恩瓦比亞吉亞區
阿特威瑪恩瓦比亞吉亞區（英語：Atwima Nwabiagya Municipal District），前稱阿特威瑪縣（Atwima District），為迦納阿散蒂大區轄下之一區。其區域面積2,411平方公里，2021年人口161,893人。尼卡威（Nkawie）為該區的首府。2003年，原縣部分區域由時任總統約翰·阿吉耶庫姆·庫福爾於2003年11月12日之政令中拆分新設阿特威瑪寬沃馬縣和阿特威瑪恩龐努阿縣等兩縣。2018年3月15日，原縣北部區域分出新設北阿特威瑪恩瓦比亞吉亞縣，其餘區域則升格為市級區。

## 外部連結
- . Statoids.
- GhanaDistricts.com
- 19 New Districts Created （页面存档备份，存于）, GhanaWeb, November 20, 2003.